# 换热器
换热器（亦称为熱交換器或热交换设备）是用来使热量从热流体传递到冷流体，以满足规定的工艺要求的装置，是对流传热及热传导的一种工业应用。
在一般空调设备中都有换热器，即空调室内机和室外机的冷热排；换热器作放热用时称为“冷凝器”，作吸热用时称为“蒸发器”，冷媒在此二者的物理反应相反。所以家用空调机作为冷气机时，室内机的换热器称作蒸发器，室外机的则称为冷凝器；换做暖气机的角色时，则相反称之。

## 分类
换热器可以按不同的方式分类。
- 按其操作过程可分为间壁式、混合式、蓄热式（或称回热式）三大类。
- 按其表面的紧凑程度可分为紧凑式和非紧凑式两类。
- 按结构可分为卷板式换热器、板式换热器、管壳式换热器，还有一种波节管换热器也属于管壳式换热器，换热效率较高。
- 按介质类别可分为介质1对介质1换热器、介质1对介质2换热器。